# Magnetoresistive Random Access Memory
Magnetoresistive Random-Access Memory (MRAM) ist eine nichtflüchtige Speichertechnik, die seit den 1990er Jahren entwickelt wird.

## Funktionsprinzip
Im Gegensatz zu herkömmlichen Speichertechniken, wie das DRAM oder SRAM, werden die Informationen nicht mit elektrischen, sondern mit magnetischen Ladungselementen gespeichert, das heißt, es wird die Eigenschaft bestimmter Materialien ausgenutzt, die ihren elektrischen Widerstand unter dem Einfluss magnetischer Felder ändern. Prinzipiell können verschiedene Wirkmechanismen angewandt werden:
- Anisotroper Magnetwiderstand (engl.: anisotropic magnetoresistance, AMR)
- Riesenmagnetowiderstand (engl.: giant magnetoresistance, GMR)
- Magnetischer Tunnelwiderstand (engl.: tunneling magnetoresistance, TMR)

Letztere ist derzeit die favorisierte Technik für die Entwicklung magnetoresistiver RAMs.

### Toggle-Write-MRAM

Schematischer Aufbau einer „Toggle-Write“ MRAM-Speicherzelle

Eine Toggle-Write-MRAM-Zelle (TW-MRAM-Zelle) basiert auf einem Feldeffekttransistor. Darüber befindet sich ein magnetischer Tunnelkontakt (MTK). Die Spin-Magnetisierung der veränderlichen ferromagnetischen Schicht des MTK wird durch das Magnetfeld der Write-Leitung gesteuert. Je nachdem in welcher Richtung Strom durch die Write-Leitung fließt, ändert sich die Richtung der Spin-Magnetisierung der veränderlichen ferromagnetischen Schicht.

### Vertical-Transport-MRAM
Bei Vertical-Transport-MRAM (V-MRAM) handelt es sich um eine alternative Bauform von TW-MRAM, bei dem eine vertikale Leitung eingesetzt wird um den MTK umzumagnetisieren. Die Bauform dient in erster Linie dazu die Störungen der Write-Leitung auf benachbarte Bauelemente zu minimieren um eine höhere Bauteildichte auf dem Chip zu ermöglichen.

### Thermal-Assisted-Switching-MRAM
Bei Thermal-Assisted-Switching-MRAM (TAS-MRAM) handelt es sich um eine alternative Form von MRAM, welche MRAM mit Phase-Change-RAM verbindet. Der MTK wird hierbei aufgeheizt um die Ummagnetisierung zu erleichtern. Die Zelle wird anschließend in einem kälteren Zustand betrieben.

### Spin-Transfer-Torque-MRAM

Schematischer Aufbau einer „Spin-Transfer Torque“ MRAM-Speicherzelle

Bei Spin-Transfer-Torque-MRAM (STT-MRAM), auch als ST-MRAM oder SPRAM bezeichnet, wird die Spin-Magnetisierung der ferromagnetischen Schicht des MTK direkt über die Source-Leitung, mittels Spin-polarisierter Elektronen, gesteuert. Das Spin-Moment der Elektronen bewirkt ein Moment in der ferromagnetischen Schicht, woraufhin diese ihre Spin-Ausrichtung ändert.
STT-MRAM-Zellen besitzen im Vergleich zu TW-MRAM-Zellen eine kompaktere Bauweise, welche höhere Speicherkapazitäten der MRAM-Chips ermöglicht. Auch sind, vor allem bei kleinen Strukturgrößen, kleinere Ströme als bei TW-MRAM nötig. Nachteilig ist, dass die Spin-Kohärenz der steuernden Elektronen erhalten werden muss.

## Vorteile
Der Vorteil der MRAM-Technik liegt darin, dass sie nichtflüchtig ist, das heißt, die Chips behalten ihre gespeicherten Daten auch nach dem Abschalten der Energieversorgung. Damit können elektronische Geräte, wie z. B. Computer, realisiert werden, die sofort nach dem Einschalten betriebsbereit sind und nicht erst die zum Betrieb notwendigen Daten von einem Festspeicher, etwa einer Festplatte, in den Arbeitsspeicher laden müssen. Im Gegensatz zu etablierten nichtflüchtigen Speichertechniken, wie Flash, können MRAMs wie herkömmlicher DRAM/SRAM praktisch unendlich oft beschrieben werden. Schreib- und Lesezugriffszeiten werden im Bereich von DRAM bis SRAM liegen. MRAM soll so die Vorteile der verschiedenen etablierten Speichertechniken kombinieren und dadurch das Potential zum so genannten „Universal Memory“ aufweisen, der DRAM, SRAM, EEPROM und Flash ersetzen könnte.

## Nachteile
Die einzelnen Schichten der magnetischen Tunnelkontakte weisen mit etwa 1 nm und darunter nur wenige Atomlagen Dicke auf. Einzelne, oft nur atomgroße Fertigungsfehler können zu einem Kurzschluss und damit zu einem Ausfall der Zelle führen. Werden die Schichten hingegen zu dick gefertigt, tritt der benötigte TMR-Effekt nicht auf. Dies führt zu einer im Vergleich mit anderen Technologien wie DRAM-, SRAM- und Flash-Speicher hohen Ausfallrate.
Ein weiterer Nachteil ist die etwas komplexere Ansteuerungselektronik, da auf die Spin-Richtung geachtet werden muss. Auch das Ändern der Spin-Ausrichtung der ferromagnetischen Schicht ist energieintensiver als bei DRAM- und SRAM-Zellen. Da die Zelle allerdings ihren Zustand über mehrere Monate halten kann und deshalb keine regelmäßige Auffrischung des Speicherzustandes benötigt, ist sie in der Summe dennoch energiesparender.

## Verbreitung
Derzeit (Stand 2017) ist die Firma Everspin Technologies der einzige kommerzielle Anbieter von MRAM-Speicherchips. Everspin verwendete bis 2012 die TMR-Technik in der sogenannten Toggle-Write-Variante. Dabei wird das magnetische Bit durch das Magnetfeld zweier externer Schreibleitungen gesetzt, in deren Kreuzungspunkt sich das Magnetfeld addiert und somit eine Stärke erreicht, mit der die magnetische Polarisation der Zelle geändert wird. 2013 erfolgte die Einführung von sogenannten Spin-Torque-Bausteinen. Hier wird die Polarisation der Zelle mithilfe eines Stroms geändert, der durch die Zelle fließt. Die Spin-Torque-Technik ermöglicht die Produktion von MRAM in kleineren Strukturgrößen und gilt daher als zukunftsträchtig.
Fast alle anderen großen Speicherhersteller wie Samsung und Hynix haben angekündigt, in die MRAM-Entwicklung und -Fertigung zu investieren. Bisher haben diese Hersteller jedoch kein fertiges Produkt vorgestellt.
NXP hat im März 2025 den S32K5 Microcontroller angekündigt, welcher MRAM anstatt Flash RAM nutzt.

## Anwendung
Aufgrund des hohen Preises findet MRAM in erster Linie Verwendung in industriellen Systemen, um kritische Datenverluste zu verhindern. Typische Applikationen sind speicherprogrammierbare Steuerungen (SPS), POS/Electronic Cash, GPS-Tracker oder als Cache in Serversystemen. Auch in der Luft- und Raumfahrt sind MRAMs aufgrund ihrer hohen Strahlungsfestigkeit vermehrt im Einsatz. Erste Verwendung fanden MRAM-Speicher auch in Spielautomaten, um batteriegepufferte SRAM-Speicher zu ersetzen.

## Geschichte
- 1989 machten IBM-Wissenschaftler eine Reihe von Schlüsselentdeckungen über den „GMR-Effekt“ in dünnen Filmstrukturen.
- 2000 gründeten IBM und Infineon das Joint MRAM Development Program.
- 2002 kündigte NVE einen Technologieaustausch mit Cypress Semiconductor an.
- Sommer 2003 wurde ein 128-Kibit-MRAM-Chip vorgestellt, der mit der 0,18-Mikrometer-Technik gefertigt wurde[3].
- Juni 2004 hat die Firma Infineon den ersten 16-Mibit-MRAM-Baustein, ebenfalls in 0,18-µm-Technik, vorgestellt.[4]
- Ende 2004 hat Freescale Semiconductor (ehemals Motorola Semiconductor) mit der Auslieferung von 4-Mibit-Prototypen (0,18 µm) begonnen..

Die Serienfertigung des MRAMs wurde von verschiedenen Firmen (IBM, Infineon, Motorola) bereits für die Jahre 2004/2005 angekündigt. Viele renommierte Unternehmen haben sich wegen Problemen in der Massenproduktion der Chips vollständig aus diesem Zweig zurückgezogen oder haben die Serienreife auf das Ende des Jahrzehnts verschoben.
- 2008 läuft nach jahrelanger Forschung und Entwicklung und einer langen Bemusterungsphase bei Freescale die Serienfertigung des 4-Mibit-MRAMs MR2A16A  an. Dieser Speicherchip ist im Vergleich zu SDR- oder DDR-SDRAMs mit etwa 25 US-Dollar sehr teuer, was seinen Einsatzbereich stark einschränkt. Ein Lese-/Schreibzyklus dauert 35 ns, also um ein Vielfaches länger als bei SDRAM oder gar neueren RAM-Technologien.
- Ende 2008 wird im Rahmen eines Management Buy Outs die Freescales MRAM-Technik nun von Everspin Technologies produziert und vertrieben. Es sind verschiedene Produkte lieferbar, die sich sowohl in Gesamtspeichergröße (256 KiB bis 16 MiB) als auch in Speicherwortbreite unterscheiden (8 Bit bzw. 16 Bit).[5]
- 2012 brachte Everspin einen ST-MRAM Chip mit 64 Mibit Speicherkapazität heraus.
- 2013 fertigte Buffalo Technologies als erstes Unternehmen eine SATA-III-SSD mit Everspins ST-RAM als Cache.
- 2016 fertigte weiterhin lediglich Everspin ST-MRAMs. Da in einer älteren Fab des Dienstleisters Globalfoundries gefertigt wird, sowie aufgrund der im Vergleich zu NAND größeren Speicherzellen, bieten diese MRAM-Chips lediglich eine Speicherkapazität von 256 Mibit.[6]
- Für 2017 wird von Everspin eine Kapazitätssteigerung auf 1 GiBit pro ST-MRAM-Chip erwartet.

Aufgrund der hohen Herstellungskosten, welche auf das 50-fache von NAND-Flash geschätzt werden, sowie der geringen Speicherdichte ist MRAM bisher lediglich für Nischenapplikationen geeignet.